# 蒂拉兴
蒂拉兴是德国巴伐利亚州的一个市镇。总面积20.54平方公里，总人口972人，其中男性492人，女性480人（2011年12月31日），人口密度47人/平方公里。